# Gutshaus Wehrland

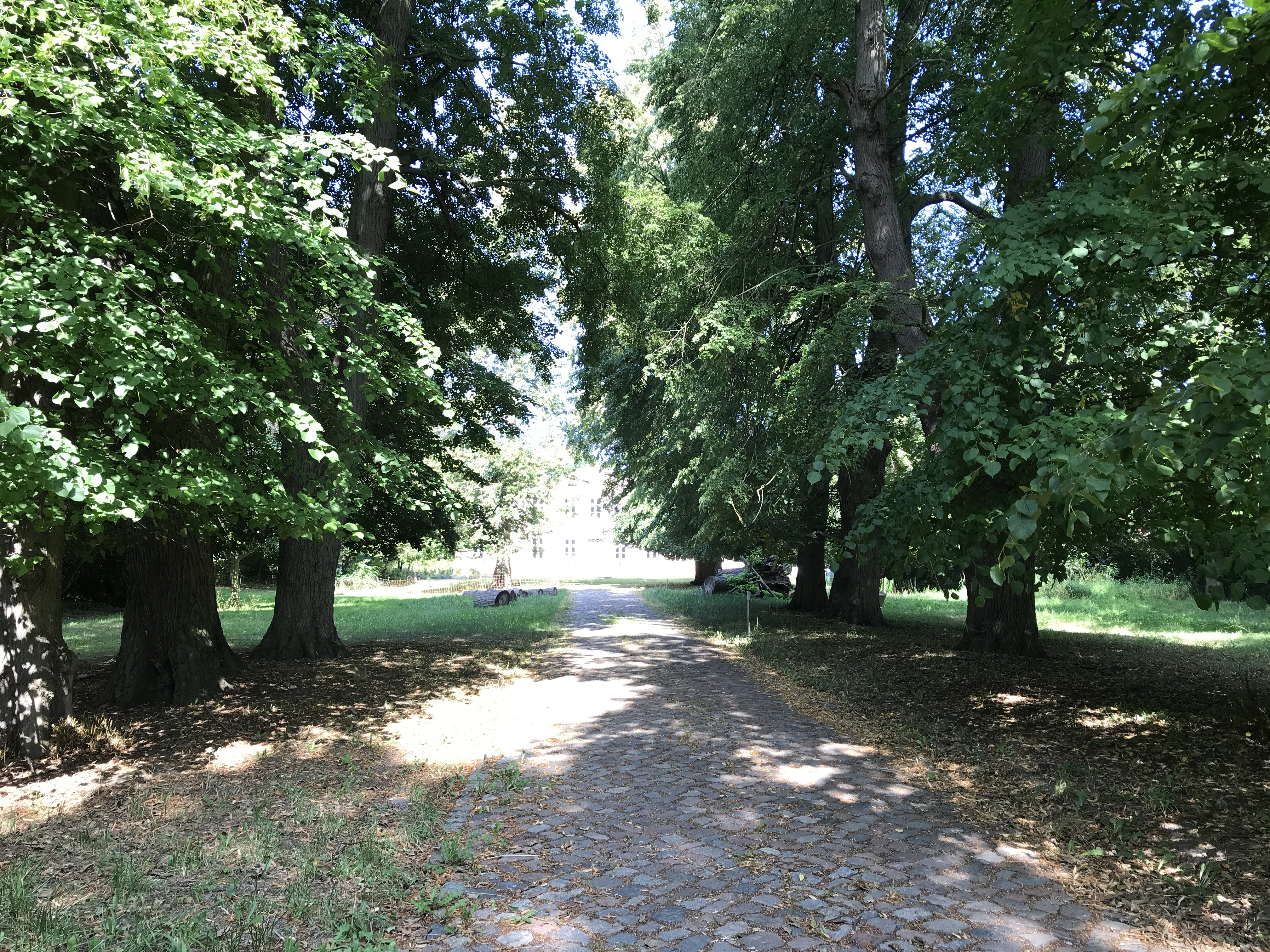
Gutshaus Wehrland

Das Gutshaus Wehrland (offizielle Bezeichnung in der Landesdenkmalliste Gutshaus mit zwei Wohnstallhäusern und kleinem Fachwerk-Nebengebäude) ist ein Herrenhaus in Wehrland, einem Ortsteil der Gemeinde Zemitz im Landkreis Vorpommern-Greifswald in Mecklenburg-Vorpommern.

## Lage
Die Lindenallee führt von Nordwesten kommend in den Ort. Dort zweigt sie nach Süden ab und überquert den Brebowbach. Das Gutshaus steht nördlich dieser Abzweigung auf einem Grundstück, das mit einer Mauer eingefriedet ist.

## Geschichte

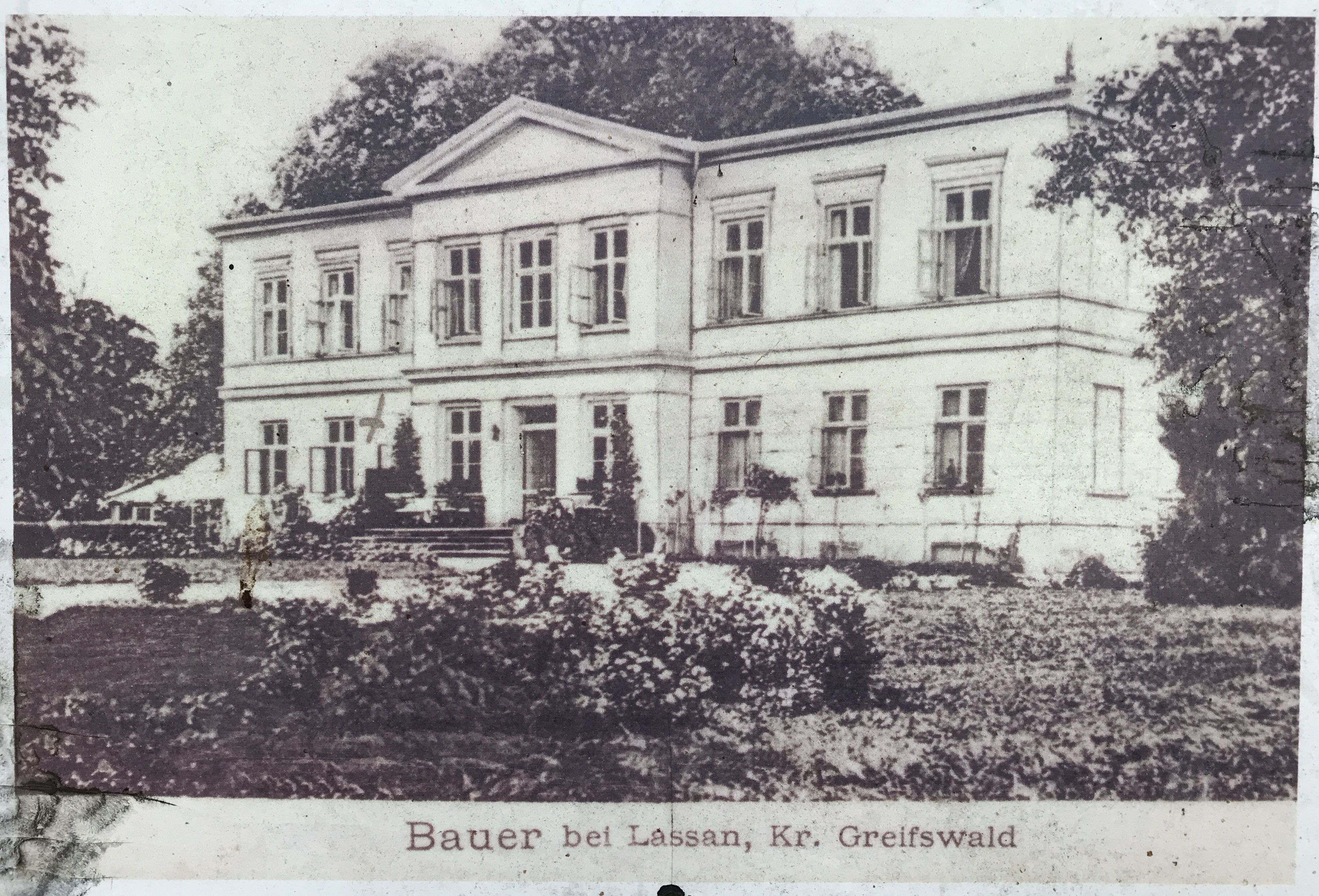
Historische Ansicht

Aus dem Jahr 1430 sind die Gebrüder Hans und Dietrich von Lepel als Besitzer von thom Bower überliefert. Ihre Nachkommen, u. a. den kgl. schwedischen Kapitänleutnant Kaspar Mathias von Lepel-Netzelkow, verstorben 1679, halten den Ort bis in das Jahr 1823 in ihrem Besitz. Anschließend veräußerten sie es an den Kaufmann Moritz Voss (1791–1870), der in Mexiko zu Wohlstand gekommen war. Er ließ anstelle eines Vorgängerbaus in den Jahren 1837 und 1838 ein Gutshaus errichten und legte einen Park sowie eine Allee aus insgesamt 119 Sommer- und Winterlinden an. Voss förderte die Landwirtschaft im Ort, sodass ein Wirtschaftsgebäude hinzukam. Als Kirchenpatron übernahm er weiterhin den Unterhalt für die Feldsteinkirche St. Nikolai zu Bauer. 1867 verkaufte er das Gut an August von Quistorp. 1939 ist Wehrland mit weiteren Flächen ein Teil des Komplexes Rittergut Bauer, gesamt 548 ha, Eigentümer Hans Ulrich von Quistorp und Mia von Quistorp, geborene von Arnim. Die Familie besaß das Gut samt Herrenhaus bis zum Ende des Zweiten Weltkrieges, respektive bis zur anschließenden Bodenreform 1945/46. Nach ihrer Enteignung wurden die Ländereien im Zuge der Bodenreform neu verteilt, das Gebäude zu Wohnzwecken genutzt. Im 21. Jahrhundert wurde es saniert und ist in privatem Besitz.

## Baubeschreibung
Das Bauwerk wurde im Stil des Spätklassizismus errichtet und orientiert sich laut Dehio-Handbuch an der Formensprache von David und Friedrich Gilly.
Es handelt sich um ein zweigeschossiges Gebäude mit neun Achsen, das streng symmetrisch aufgebaut ist. Das Geschosssims ist vergleichsweise kräftig ausgeführt; hinzu kommt ein gliedernder Quaderputz. Mittig über der Frontfassade ist ein Mittelrisalit. Die Innenräume wurden in den vergangenen Jahrzehnten verändert, jedoch blieb im großen Saal ein Deckenschmuck aus der Bauzeit erhalten.